# Cliff Addison
Cyril Clifford "Cliff" Addison FRS (Plumpton, 28 de novembro de 1913 – Hale (Cheshire), 1 de abril de 1994) foi um químico inorgânico britânico.

## Carreira
Addison foi membro do Chemical Inspection Department, Ministry of Supply, de 1939 a 1945. Foi Lecturer, Reader e Reino Unido|Professor de química inorgânica da Universidade de Nottingham, de 1946 a 1978, e Leverhulme Emeritus Professor de 1978 a 1994.

## Prêmios e honrarias
Addison foi eleito membro da Royal Society em 19 de março de 1970 e presidente da Royal Society of Chemistry, de 1976 a 1977.

## Vida
Addison casou com Marjorie Thompson em 1939; tiveram um filho e uma filha.

## Obras
- Inorganic chemistry of the main-group elements, Editor Cyril Clifford Addison, Chemical Society, 1978, ISBN 978-0-85186-792-2
- HDA Corrosion Chemistry, Cyril Clifford Addison, Norman Logan, Defense Technical Information Center, 1977